# 12a etapa del Tour de França de 2013
La 12a etapa del Tour de França de 2013 es disputà el dijous 11 de juliol de 2013 sobre un recorregut de 218 km entre Felger (Ille i Vilaine) i Tours (Indre i Loira).
El vencedor de l'etapa fou l'alemany Marcel Kittel (Argos-Shimano), que s'imposà a l'esprint en l'arribada a Tours per davant Mark Cavendish (Omega Pharma-Quick Step) i Peter Sagan (Cannondale), que d'aquesta manera aconseguia la seva tercera victòria de la present edició. El català Joan Antoni Flecha (Vacansoleil-DCM) va tenir un paper molt destacat en l'etapa, marxant escapat durant bona part de la mateixa i sent neutralitzat a manca de sis quilòmetres de l'arribada, cosa que li va permetre obtenir el premi de la combativitat de l'etapa.

## Recorregut

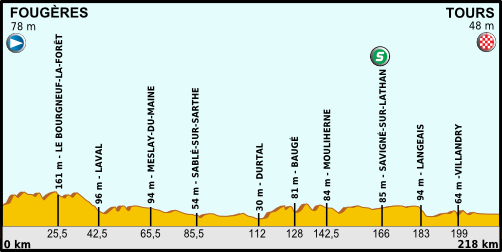
Recorregut de la 12a etapa

Etapa llarga, sense cap dificultat muntanyosa, pels departaments d'Ille i Vilaine, Mayenne, Maine-et-Loire i Sarthe. L'esprint intermedi es troba al km 166, a Savigné-sur-Lathan.

## Desenvolupament de l'etapa
Al quilòmetre 4 d'etapa Francesco Gavazzi (Astana Qazaqstan Team) inicia una escapada, que és seguida per Romain Sicard (Euskaltel–Euskadi), Manuele Mori (Lampre-Merida), Joan Antoni Flecha (Vacansoleil-DCM) i Anthony Delaplace (Sojasun). Al km 42,5 obtindran una diferència propera als 9', per a partir d'aquell moment anar-se reduint. A 100 km de meta conserven 6' 20", però es veuen obligats a anar a un ritme molt ràpid, ja que la mitjana de les tres primeres hores de cursa supera els 45 km/h. Poc després de l'esprint, en què la diferència ha baixat fins als 2' 30", Sicard perd contacte amb els escapats. A 20 km d'etapa els escapats sols disposen de 34". A 14 km de meta Mori i Delaplace ho deixen estar i poc després serà Gavazzi, però Flecha persevera en el seu intent d'arribar escapat a Tours, fins a ser capturat a manca de 6 km de l'arribada. En la preparació de l'esprint, i ja dins dels tres quilòmetres finals, es produeix una caiguda en la qual es veuen afectats Richie Porte i Edvald Boasson Hagen (Team Sky), així com André Greipel (Lotto-Belisol). Al final, es decideix l'esprint en un grup de 15 ciclistes, en què el més ràpid torna a ser l'alemany Marcel Kittel (Argos-Shimano), que supera en l'últim instant a Mark Cavendish (Omega Pharma-Quick Step) i aconsegueix la seva tercera victòria d'etapa. Christopher Froome (Team Sky) conserva el lideratge i el seu company d'equip Boasson Hagen, pateix una doble fractura a l'omòplat esquerre que no li permetria prendre la sortida l'endemà.

## Esprints
| Primer  | Francesco Gavazzi (ITA)  | 20 pts |
| Segon   | Joan Antoni Flecha (CAT) | 17 pts |
| Tercer  | Manuele Mori (ITA)       | 15 pts |
| Quart   | Anthony Delaplace (FRA)  | 13 pts |
| Cinquè  | Romain Sicard (FRA)      | 11 pts |
| Sisè    | Mark Cavendish (GBR)     | 10 pts |
| Setè    | André Greipel (GER)      | 9 pts  |
| Vuitè   | Peter Sagan (SVK)        | 8 pts  |
| Novè    | Gregory Henderson (NZL)  | 7 pts  |
| Desè    | Gert Steegmans (BEL)     | 6 pts  |
| Onzè    | Jürgen Roelandts (BEL)   | 5 pts  |
| Dotzè   | David López García (ESP) | 4 pts  |
| Tretzè  | Peter Kennaugh (GBR)     | 3 pts  |
| Catorzè | Sérgio Paulinho (POR)    | 2 pts  |
| Quinzè  | Koen de Kort (NED)       | 1 pt   |

| Primer  | Marcel Kittel (GER)      | 45 pts |
| Segon   | Mark Cavendish (GBR)     | 35 pts |
| Tercer  | Peter Sagan (GER)        | 30 pts |
| Quart   | Alexander Kristoff (NOR) | 26 pts |
| Cinquè  | Roberto Ferrari (ITA)    | 22 pts |
| Sisè    | Daryl Impey (RSA)        | 20 pts |
| Setè    | José Joaquín Rojas (ESP) | 18 pts |
| Vuitè   | Yohann Gène (FRA)        | 16 pts |
| Novè    | Juan José Lobato (ESP)   | 14 pts |
| Desè    | Samuel Dumoulin (FRA)    | 12 pts |
| Onzè    | Serguei Lagutin (UZB)    | 10 pts |
| Dotzè   | Gert Steegmans (BEL)     | 8 pts  |
| Tretzè  | Julien Simon (FRA)       | 6 pts  |
| Catorzè | Christopher Froome (GBR) | 4 pts  |
| Quinzè  | Egoitz García (ESP)      | 2 pt   |

## Classificació de l'etapa

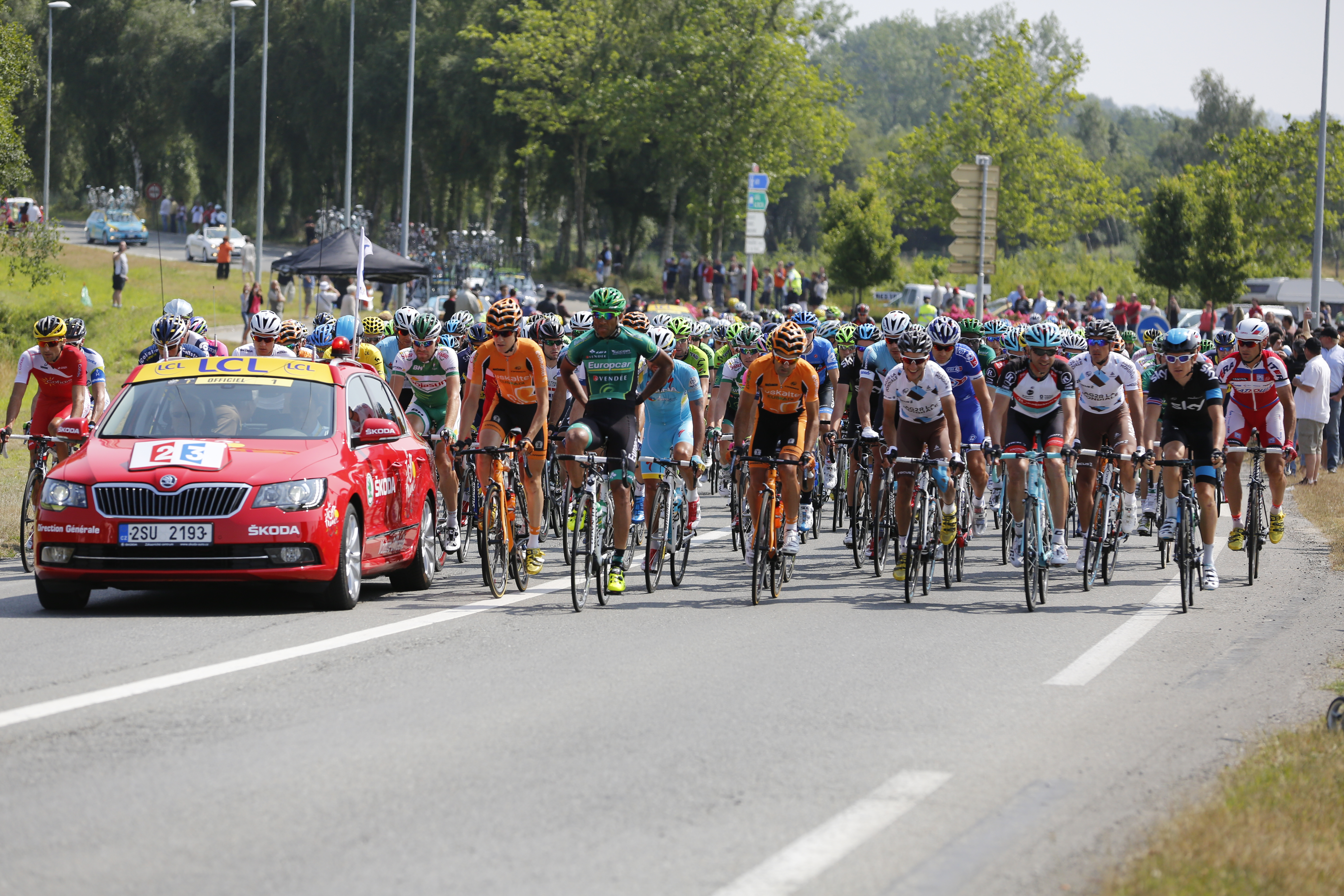
El gran grup a Felger.

|    | Ciclista                 | Equip                   | Temps      |
| -- | ------------------------ | ----------------------- | ---------- |
| 1  | Marcel Kittel (GER)      | Argos-Shimano           | 4h 49' 49" |
| 2  | Mark Cavendish (GBR)     | Omega Pharma-Quick Step | m. t.      |
| 3  | Peter Sagan (SVK)        | Cannondale              | m. t.      |
| 4  | Alexander Kristoff (NOR) | Team Katusha            | m. t.      |
| 5  | Roberto Ferrari (ITA)    | Lampre-Merida           | m. t.      |
| 6  | Daryl Impey (RSA)        | Orica-GreenEDGE         | m. t.      |
| 7  | José Joaquín Rojas (ESP) | Movistar Team           | m. t.      |
| 8  | Yohann Gène (FRA)        | Team Europcar           | m. t.      |
| 9  | Juan José Lobato (ESP)   | Euskaltel–Euskadi       | m. t.      |
| 10 | Samuel Dumoulin (FRA)    | AG2R La Mondiale        | m. t.      |

## Classificació general
|    | Ciclista                     | Equip                   | Temps       |
| -- | ---------------------------- | ----------------------- | ----------- |
| 1  | Chris Froome (GBR)           | Team Sky                | 47h 19' 13" |
| 2  | Alejandro Valverde (ESP)     | Movistar Team           | + 3' 25"    |
| 3  | Bauke Mollema (NED)          | Belkin Pro Cycling Team | + 3' 37"    |
| 4  | Alberto Contador (ESP)       | Team Saxo-Tinkoff       | + 3' 54"    |
| 5  | Roman Kreuziger (CZE)        | Team Saxo-Tinkoff       | + 3' 57"    |
| 6  | Laurens ten Dam (NED)        | Belkin Pro Cycling Team | + 4' 10"    |
| 7  | Michał Kwiatkowski (POL)     | Omega Pharma-Quick Step | + 4' 44"    |
| 8  | Nairo Quintana (COL)         | Movistar Team           | + 5' 18"    |
| 9  | Rui Costa (POR)              | Movistar Team           | + 5' 37"    |
| 10 | Jean-Christophe Péraud (FRA) | AG2R La Mondiale        | + 5' 39"    |

## Classificacions annexes
|    | Ciclista             | Equip                   | Punts   |
| -- | -------------------- | ----------------------- | ------- |
| 1r | Peter Sagan (SVK)    | Cannondale              | 307 pts |
| 2n | Mark Cavendish (GBR) | Omega Pharma-Quick Step | 211 pts |
| 3r | André Greipel (GER)  | Lotto-Belisol           | 195 pts |

|    | Ciclista             | Equip         | Punts  |
| -- | -------------------- | ------------- | ------ |
| 1r | Pierre Rolland (FRA) | Team Europcar | 49 pts |
| 2n | Chris Froome (GBR)   | Team Sky      | 33 pts |
| 3r | Richie Porte (AUS)   | Team Sky      | 28 pts |

|    | Ciclista                 | Equip                   | Temps       |
| -- | ------------------------ | ----------------------- | ----------- |
| 1r | Michał Kwiatkowski (POL) | Omega Pharma-Quick Step | 47h 23' 57" |
| 2n | Nairo Quintana (COL)     | Movistar Team           | + 34"       |
| 3r | Romain Bardet (FRA)      | AG2R La Mondiale        | + 6' 53"    |

|    | Equip                   | Temps        |
| -- | ----------------------- | ------------ |
| 1r | Movistar Team           | 141h 17' 14" |
| 2n | Team Saxo-Tinkoff       | + 04' 34"    |
| 3r | Belkin Pro Cycling Team | + 06' 06"    |

## Abandonaments
No es produeix cap abandonament.